# خانه‌شیر
خانه‌شیر روستایی است که در استان اردبیل، شهرستان نیر، بخش کوراییم، دهستان مهماندوست قرار دارد.

## جمعیت
بر اساس سرشماری سال ۱۳۸۵ جمعیت این روستا ۴۴۱ نفر با ۱۰۷ خانوار بوده‌است.